# OV1-10
OV1-10 (Orbiting Vehicle 1-10) – amerykański wojskowy satelita technologiczny z serii OV1, którego zadaniem było badanie warunków panujących w przestrzeni kosmicznej. Został wyniesiony na orbitę w grudniu 1966 roku wraz z podobnym satelitą OV1-9. 

## Budowa i działanie
OV1-10 został zbudowany przez firmę Convair, należącą do koncernu General Dynamics, jako kolejny satelita typu OV1. Statki tej serii charakteryzowały się standaryzowaną konstrukcją. Satelita miał kształt cylindra o długości 1,4 m, średnicy 68 cm i masie 130 kilogramów. OV1-9 i OV1-10 posiadały oddzielne bloki napędowe na stały materiał pędny, Altair-2, dzięki którym mogły samodzielnie osiągnąć planowaną orbitę. Zdecydowano się na grawitacyjną stabilizację statku na orbicie za pomocą sześciu rozkładanych teleskopowo rurek. Dwie najdłuższe z nich miały po 15 metrów długości i mieściły dodatkowo urządzenia pomiarowe.

### Projekty badawcze
Głównym zadaniem satelity OV1-10 było badanie warunków panujących w przestrzeni kosmicznej. W tym celu przewidziano przeprowadzenie 8 projektów badawczych:
1. Czujnik do pomiarów promieniowania kosmicznego opracowany przez Phillips Laboratory z Albuquerque[4].
2. Fotometr do pomiarów linii widmowych emitowanych przez atomy wodoru, przystosowany do badania linii Lymana alfa opracowany przez Aerospace Corporation[5].
3. Badanie pola elektrycznego i magnetycznego. Dwa 15 metrowe maszty służące do stabilizacji grawitacyjnej statku wykorzystano także do pomiarów napięcia, za pomocą woltomierza mierzącego różnicę potencjałów pomiędzy masztami. Urządzenia do tych pomiarów opracowało laboratorium Goddard Space Flight Center[3].
4. Pomiary pola magnetycznego przygotowane przez Phillips Laboratory[6].
5. Fotometr do pomiarów poświaty niebieskiej opracowany przez biuro wykonawcze Prezydenta[7].
6. Spektroskop do badania miękkiego słonecznego promieniowania rentgenowskiego opracowany przez Aerospace Corporation[8].
7. Testowanie okładzin termoizolacyjnych przygotowane przez Phillips Laboratory[9].
8. Spektroskop Ebert-Fastie do pomiarów emisji promieniowania ultrafioletowego z oświetlonej przez Słońce ziemskiej atmosfery przygotowany przez Johnson Space Center i biuro wykonawcze Prezydenta[10].

## Misja
Misja rozpoczęła się 11 grudnia 1966 roku, kiedy rakieta Atlas D wyniosła z kosmodromu Vandenberg na niską orbitę okołoziemską satelitę technologicznego OV1-10. Po znalezieniu się na orbicie OV1-10 otrzymał oznaczenie COSPAR 1966-111B. 
System stabilizacji grawitacyjnej nie działał tak jak planowano, pomimo tego że podczas pierwszych miesięcy na orbicie satelita poruszał się stabilnie przez trzy tygodnie, to utracił stabilność i kolejny tydzień znajdował się w pozycji odwróconej, po czym wrócił do pierwotnej pozycji.
Satelita po wykonaniu swojej misji pozostawał na orbicie do 30 listopada 2002 roku, kiedy to spłonął w górnych warstwach atmosfery.